# 光吉氏
光吉氏（みつよしうじ、みつよしし）は、豊後国の氏族。
全国およそ1,500人の光吉姓は大神惟基を始まりとするこの豊後大神一族系譜のみ、特に医師や医療従事者、軍人（自衛官）が多いらしい。
また、出雲や関西西日本に光吉神社や光吉大明神、光吉大神もあるが関係は不明。

## 出自
家系図を見ると、大神吉成（筑後介、従六位下）から九州へ移住したことがわかる。
特に大神惟基は九州最大の武士団大神氏として歴史的に有名で、熊本の阿蘇氏や菊池氏と供に源氏として活躍したと『平家物語』にある。光吉氏はこの大神惟基を祖とする稙田氏から田尻氏になり、戦国時代あたりに現在の大分市光吉地区で田尻氏から一族を興す。大友氏台頭につき、同氏との姻戚関係から、大友系大神氏となる一族と、そうでない一族に豊後大神氏は分かれたようである。

## 歴史
地元の口伝として「大友時代の豊後大神一族は豊後武士団として、豊後攻めの島津の大軍を迎え討ち局地戦（大分県竹田市久住大字仏原字山口）にて谷間に誘い込み壊滅させたが、その時主に活躍したのが稙田の光吉氏であり、報奨すら求めなかった」ともいわれている。しかし、戸次川の戦いを見ても大友軍は劣勢であり、戦法も島津のやり方に近いため史実かどうかは定かではない。
ただし、光吉氏と戸次氏は深い関係にあると推測されるため、島津との戦で大友氏善戦での武勲が伝承された可能性はある。
また、家紋が橘氏の丸に橘になっているが、この時代の大友氏との距離により大友氏家紋とは別の家紋が大神一族でも使われたようである。元々大神氏からの出自である戸次鑑連が立花氏を継ぎ、その後福岡の藩主にまでなった名門立花氏と光吉氏の出自である田尻氏との関係から大友氏系では禁じられた立花を橘とし、その後光吉氏の橘紋として使われた可能性がある。確かに、当時の大友氏は没落に差し掛かり、大友家紋を持つ大神一族とそれ以外の家紋を掲げる大神一族でも争いがあった。理由は、戦場で常に先陣をきる別家紋系大神氏には恩賞や領地報酬もなかったが、後ろで安穏としている大友家紋系大神氏は領地や恩賞を貰えたことが原因と『大友家』の資料にあった。
また、キリスト国家を夢想し暴走気味の大友宗麟に反逆した立花氏が滅ぼされたことから、大友時代は立花姓は禁じられたが、立花氏を攻め滅ぼした戸次鑑連が禁止されていた立花姓なのに立花道雪と名乗っていた。これらを考えると古代大神の意地と大友宗麟のキリスト国家建設への反発心から、そのレジスタンスの象徴である「立花」は大神武将や領民に依然として人気があり、「橘紋」の光吉氏をテーマにした口伝が後世できた背景は辻褄があう。現在は光吉姓の末裔は地名のみで誰もこの光吉地区に残っていない。
この時期から田尻氏の領地であった東稙田（現光吉地区）は、光吉となり、地名が今でも現存していることから、当時領地を近接する大友氏と強いつながりを作った田尻実綱の子が境界にあるこの地に新しい氏族・光吉氏を名乗り大友軍として支配していたが、{大友氏没落後も福岡の立花氏の影響から、現代まで地名が残った可能性がある。
『大友家』家系の「田尻家綱実綱子高綱孫季綱曾孫遠綱玄孫稙田有綱来孫光吉満吉」の記述から稙田氏有綱の子である田尻氏遠綱-季綱-高綱-実綱(綱実綱?)-光吉満吉とわかる。
また、(木村 1982, p. 38)では遠綱が光吉名とされている。

## 氏姓の読み方
- 「光吉」の読み方は｢みつよし」である。

## 光吉氏著名人
- 光吉健次
- 光吉賢司
- 光吉俊二
- 光吉猛修
- 光吉勉
- 光吉夏弥

（あいうえお順）